# サウスウェスタン・カレッジ (カリフォルニア州)
サウスウェスタン・カレッジ (Southwestern College) は、アメリカ合衆国カリフォルニア州チュラビスタにある公立2年制のコミュニティ・カレッジ。1961年に設立され、概ね 19,000 人ほどの学生が学んでいる。1963年に、現在のキャンパスに移り、翌1964年には施設が概ね完成した。

## 歴史
サウスウェスタン・カレッジは、おもにサンディエゴ郡の住民に教育機会を提供する機関として、1961年に、チュラビスタ高等学校の校舎を借りて開学し、1657人の学生で発足した。1963年に、現在のキャンパスに移り、翌1964年には施設が概ね完成した。
1988年、サン・イシドロに高等教育センターを開設したのを皮切りに、1991年にはナショナル・シティ、2007年にはオウタイ・メイサに高等教育センターを開設し、キャンパス外の拠点を広げてきた。

## スポーツ施設
サウスウェスタン・カレッジは、大規模な4年制大学に匹敵する充実したスポーツ施設を特徴としており、キャンパスにはサッカーフィールド5面（天然芝、人工芝）、野球場1面、テニスコート14面、フットボール場、水球場などがある。2014年6月に完成したドボア・スタジアム (Devore Stadium) は、最大収容人数7,000人である。